# Um Cheon-ho
Um Cheon-ho (* 25. Februar 1992 in Seoul) ist ein südkoreanischer Eisschnellläufer und Shorttracker.

## Werdegang
Um hatte seinen ersten internationalen Erfolg im Shorttrack bei den Juniorenweltmeisterschaften 2009 in Sherbrooke. Dort holte er mit ersten Plätzen über 1500 m und im 1500-m-Superfinale die Goldmedaille im Mehrkampf. In der Saison 2010/11 wurde er beim Weltcup in Dresden Zweiter mit der Staffel. Bei den Teamweltmeisterschaften 2011 in Warschau holte er die Goldmedaille. Ende Januar 2011 gewann er bei den Winter-Asienspielen in Astana die Silbermedaille über 1500 m und die Goldmedaille mit der Staffel und errang im März 2011 bei den Shorttrack-Weltmeisterschaften 2011 in Sheffield den sechsten Platz über 1500 m und den vierten Platz mit der Staffel. Bei der Winter-Universiade 2013 in Trient holte er über 1000 m und 1500 m jeweils die Silbermedaille. Im Eisschnelllauf startete er zu Beginn der Saison 2018/19 erstmals in Obihiro im Weltcup und belegte dabei den siebten Platz in der Teamverfolgung und den dritten Rang im Massenstart. Zuvor wurde er in Seoul südkoreanischer Meister über 5000 m. Beim folgenden Weltcup in Tomakomai errang er den zweiten Platz im Massenstart und holte in Heerenveen im Massenstart seinen ersten Weltcupsieg und gewann damit zum Saisonende den Massenstart-Weltcup. Bei den Einzelstreckenweltmeisterschaften 2019 in Inzell holte er die Silbermedaille im Massenstart. Zudem wurde er dort Siebter in der Teamverfolgung.

## Persönliche Bestzeiten

### Persönliche Bestzeiten im Eisschnelllauf
- 500 m      37,22 s (aufgestellt am 23. Januar 2017 in Seoul)
- 1500 m    1:48,78 min (aufgestellt am 24. September 2017 in Calgary)
- 3000 m    3:49,80 min (aufgestellt am 17. September 2016 in Calgary)
- 5000 m    6:21,48 min (aufgestellt am 22. September 2017 in Calgary)
- 10.000 m   13:41,36 min (aufgestellt am 7. Dezember 2019 in Nur-Sultan)

### Persönliche Bestzeiten im Shorttrack
- 500 m      41,472 s (aufgestellt am 19. Dezember 2013 in Trient)
- 1000 m    1:25,079 min (aufgestellt am 20. Dezember 2013 in Trient)
- 1500 m    2:13,388 min (aufgestellt am 9. Januar 2009 in Sheerbrooke)